# Fosdevirine
Fosdevirine là một tác nhân chống vi rút thực nghiệm thuộc nhóm thuốc ức chế sao chép ngược không nucleoside được nghiên cứu để sử dụng tiềm năng trong điều trị HIV-AIDS.
Nó được phát hiện bởi Idenix Enterprises và đang được GlaxoSmithKline và ViiV Healthcare phát triển, nhưng hiện tại nó đã bị ngừng sử dụng  do tác dụng phụ không mong muốn.